# Charles de Mazade
Louis Charles Jean Robert de Mazade, né le 19 mars 1820 à Castelsarrasin (Tarn-et-Garonne) et mort le 27 avril 1893 à Paris, est un historien et journaliste français.

## Biographie
L'acte de naissance indique que « Louis Charles Jean Robert de Mazade de Percin est né le 19 mars 1820 de Philippe Marie Alphonse Mazade de Percin, procureur du roi près le tribunal civil de cette ville et d'Eulalie Marguerite Tartanac, mariés, domiciliés en cette ville, rue Royale ». Sa mère Eulalie Tartanac est la fille de Jean Tartanac (1759-1827) élu le 3 septembre 1791 député à l'Assemblée législative.
Employé à la Bibliothèque Mazarine à partir de 1844 et rayé des cadres en 1860 sans jamais avoir exercé. Il fut rédacteur politique de la Revue des deux Mondes et fut élu membre de l'Académie française en 1882. Ce fut lui qui fut chargé d'écrire l'article nécrologique d'Alfred de Musset pour la Revue des deux Mondes, le 15 mai 1857. Il rend justice à l'écrivain, que son époque n'estimait pas à sa juste valeur : « Il a fini sa journée avant que le soir fût venu, et il semble emporter avec lui la grâce d'une génération littéraire. »
José-Maria de Heredia lui succède à l'Académie française et en fait son éloge dans son Discours de réception.
Il est inhumé à Flamarens.

## Œuvres
- Odes (1841)
- L'Espagne moderne (1855)
- Les Révolutions de l'Espagne contemporaine, quinze ans d'histoire, 1854-1868 (1859)
- L'Italie moderne, récits des guerres et des révolutions italiennes (1860)
- La Pologne contemporaine, récits et portraits de la révolution polonaise (1863)
- L'Italie et les Italiens, nouveaux récits des guerres et des révolutions italiennes (1864)
- Deux femmes de la Révolution (Madame Roland, Marie-Antoinette) (1866)
- Lamartine, sa vie littéraire et politique (1872)
- La guerre de France : 1870-1871 (1875)
- Le comte de Cavour (1877)
- Le comte de Serre, la politique modérée sous la Restauration (1879)
- Un chancelier d'ancien régime : le règne diplomatique de M. de Metternich (1889)
- L'Europe et les neutralités, la Belgique et la Suisse (1893)
- L'Opposition royaliste : Berryer, de Villèle, de Falloux (1894)